# Ким Джонъин
Ким Джонъин (кор. 김종인; 11 июля 1940, Сеул) — экономист, профессор, политик Кореи, лидер Демократической партии Тобуро. Внук Ким Бённо, антифашистского юриста и одного из наиболее известных деятелей корейского национально-освободительного движения.

## Биография

### Ранние годы
Ким Джонъин родился 11 июля 1940 года в Сеуле. Окончил Университет иностранных языков Хангук со степенью бакалавра в специальности немецкого языка и Вестфальский университет имени Вильгельма со магистерскую докторскую степенью по экономике.

### Трудовая карьера
Работал профессором в университетах Соган и Конгук, членом комиссии по экономике в правительстве Республики Корея, министром здравоохранения и социальных дел Республики Корея и председателем Банка «Кунмин».
В 1977 году он основал всенародное социально-медицинское страхование, а в 1987 году — статью о «Демократизации экономики» путём установления гармонии между субъектами экономической Республики Корея.